# 광양중학교 (서울)
광양중학교(廣陽中學校)는 대한민국 서울특별시 광진구 자양동에 있는 공립 중학교이다.

## 학교 연혁
- 1986년 1월 29일 : 공립 광양중학교 설립인가(36학급)
- 1986년 2월 12일 : 제1학년 신입생 12학급 725명 배정(남 8, 여 4학급)
- 1986년 3월 1일 : 초대 김기원 교장 취임
- 1986년 4월 18일 : 개교식
- 1989년 2월 14일 : 제1회 졸업식(남 483명, 여 240명 계 723명)
- 2004년 3월 1일 : 영어과 수업개선 시범학교 운영
- 2020년 3월 1일 : 제10대 이재우 교장 취임
- 2022년 1월 28일 : 제34회 졸업식 166명(7학급, 졸업생 총 인원수 13,246명)
- 2022년 3월 2일 : 제37회 입학식 135명(6학급 남 81명, 여 54명)

ㅣ

## 참고 자료
- 광양중학교 - 한국교육학술정보원 학교알리미